# Ana Patrícia Silva Ramos
Ana Patrícia Silva Ramos (* 29. September 1997 in Espinosa) ist eine brasilianische Beachvolleyballspielerin. Mit ihrer Partnerin Duda Lisboa wurde sie 2022 Weltmeisterin und 2024 Olympiasiegerin.

## Karriere
2014 gewann Ana Patrícia Ramos mit ihrer Partnerin Eduarda Santos Lisboa („Duda“) nach dem Finalsieg über die McNamara Zwillinge Nicole und Megan die Goldmedaille bei den Olympischen Jugend-Sommerspielen 2014 in Nanjing. An Dudas Seite wurde Ana Patrícia 2016 in Luzern und 2017 in Nanjing jeweils auch U21-Weltmeisterin.
2016 spielte Ana Patrícia Ramos zusammen mit Carol Máximo und Ângela Lavalle ausschließlich in Südamerika.
Von 2017 bis 2021 war Rebecca Ana Patrícias Partnerin. Zunächst starteten die beiden Brasilianerinnen vorwiegend auf nationalen Turnieren, seit 2018 aber auch auf der World Tour. Sie gewannen hier das 3-Sterne-Turnier in Qinzhou und belegten bei den 4-Sterne-Turnieren in Yangzhou und Las Vegas die Platze zwei und vier. Anfang 2019 gewann Ana Patrícia mit Rebecca die 4-Sterne-Turniere in Den Haag und Xiamen. Im weiteren Saisonverlauf hatten Ana Patrícia/Rebecca ausschließlich Top-Ten-Platzierungen und wurden Ende Oktober vorzeitig für die Olympischen Spiele 2020 in Tokio nominiert. Hier erreichten sie 2021 als Dritte ihrer Vorrundengruppe das Achtelfinale, in dem sie gegen die Chinesinnen Wang/Xia gewannen. Im Viertelfinale schieden sie gegen die Schweizerinnen Heidrich/Vergé-Dépré aus.
Seit 2022 spielt Ana Patrícia Ramos wieder zusammen mit Duda Lisboa. Im Juni gewannen Duda Lisboa und Ana Patrícia Ramos die Weltmeisterschaft in Rom. Bei den Elite16-Events auf der neugeschaffenen World Beach Pro Tour erreichten sie ausnahmslos Top-Ten-Plätze: Fünfte in Rosarito, Neunte in Ostrava, Dritte in Jūrmala, Siegerinnen in Gstaad, Dritte in Paris, Dritte in Kapstadt und Siegerinnen in Uberlândia. Beim World Pro Tour Finale 2022 in Doha belegten sie den zweiten Platz. Auf der World Beach Pro Tour 2023 erreichten Duda/Ana Patrícia bei den Elite16-Turnieren in Doha Platz fünf, in Tepic Platz zwei, in Uberlândia Platz drei sowie in Ostrava und Gstaad jeweils Platz eins. Nach einem fünften Platz in Montréal gab es in Hamburg und in Paris erneut Turniersiege für die Brasilianerinnen. Im Oktober erreichten Duda Lisboa und Ana Patrícia Ramos bei der Weltmeisterschaft in Tlaxcala erneut das Finale, das sie gegen die US-Amerikanerinnen Sara Hughes und Kelly Cheng verloren. Anschließend gewannen sie in Santiago de Chile die Panamerikanischen Spiele und siegten auch beim Elite16-Turnier in João Pessoa. Beim World Pro Tour Finale 2023 in Doha belegten sie nach einer Halbfinal-Niederlage gegen das deutsche Duo Müller/Tillmann den dritten Platz. Im März 2024 wurden Duda/Ana Patrícia beim Elite16-Turnier in Doha Fünfte und gewannen anschließend das gleichwertige Event in ihrem Heimatland.
Nach ungefährdeten Erfolgen ohne Satzverlust in der Gruppenphase sowie im Achtel- und Viertelfinale siegten die Brasilianerinnen sowohl in der Vorschlussrunde gegen die Australierinnen Mariafe, Clancy als auch im Endspiel gegen die Kanadierinnen Melissa, Brandie in jeweils drei Sätzen und sicherten sich so Olympiagold bei den Spielen in Paris. Da Duda und Ana Patrícia anschließend keine internationalen Auftritte mehr hatten, rutschten sie in der FIVB-Weltrangliste bis zum Jahresende 2024 auf Position 22 ab.
Nach den ersten Elite16-Turnieren auf der World Pro Tour 2025 (Platz neun im mexikanischen Quintana Roo sowie die Plätze fünf bzw. drei in den brasilianischen Städten Saquarema und Brasília) erreichten Duda/Ana Patrícia wieder die Top Ten in der Weltrangliste. Nach einer Verletzung von Ana Patrícia im Mai konnten die Brasilianerinnen wochenlang nicht antreten und fielen in der Weltrangliste weit zurück. Bei ihrem Comeback im August im kanadischen Montreal erreichten Duda/Ana Patrícia Platz drei.